# Babe McCarthy
Babe McCarthy, né le 1er octobre 1923, à Baldwyn, au Mississippi et mort le 18 mars 1975, à Baldwyn, est un ancien entraîneur américain de basket-ball.

## Palmarès
- Entraîneur de l'année ABA 1974
- Entraîneur du ABA All-Star Game 1968, 1970, 1974